# Kirtinasa
Kirtinasa és un riu de Bangladesh, al districte de Dacca, un dels canals, el principal, a través del que el Ganges arriba al Meghna. Surt del Ganges a la vora de Rajnagar i desaigua al Meghna prop de Kartikpur a 23° 14′ N, 90° 37′ E / 23.233°N,90.617°E. La seva amplada és de 5 a 6 km i el corrent és fort i la navegació difícil.